# Freiherr-vom-Stein-Straße 1, Wallstraße 1–9, 9a–10a, 11/11a, 12–43 (Quedlinburg)

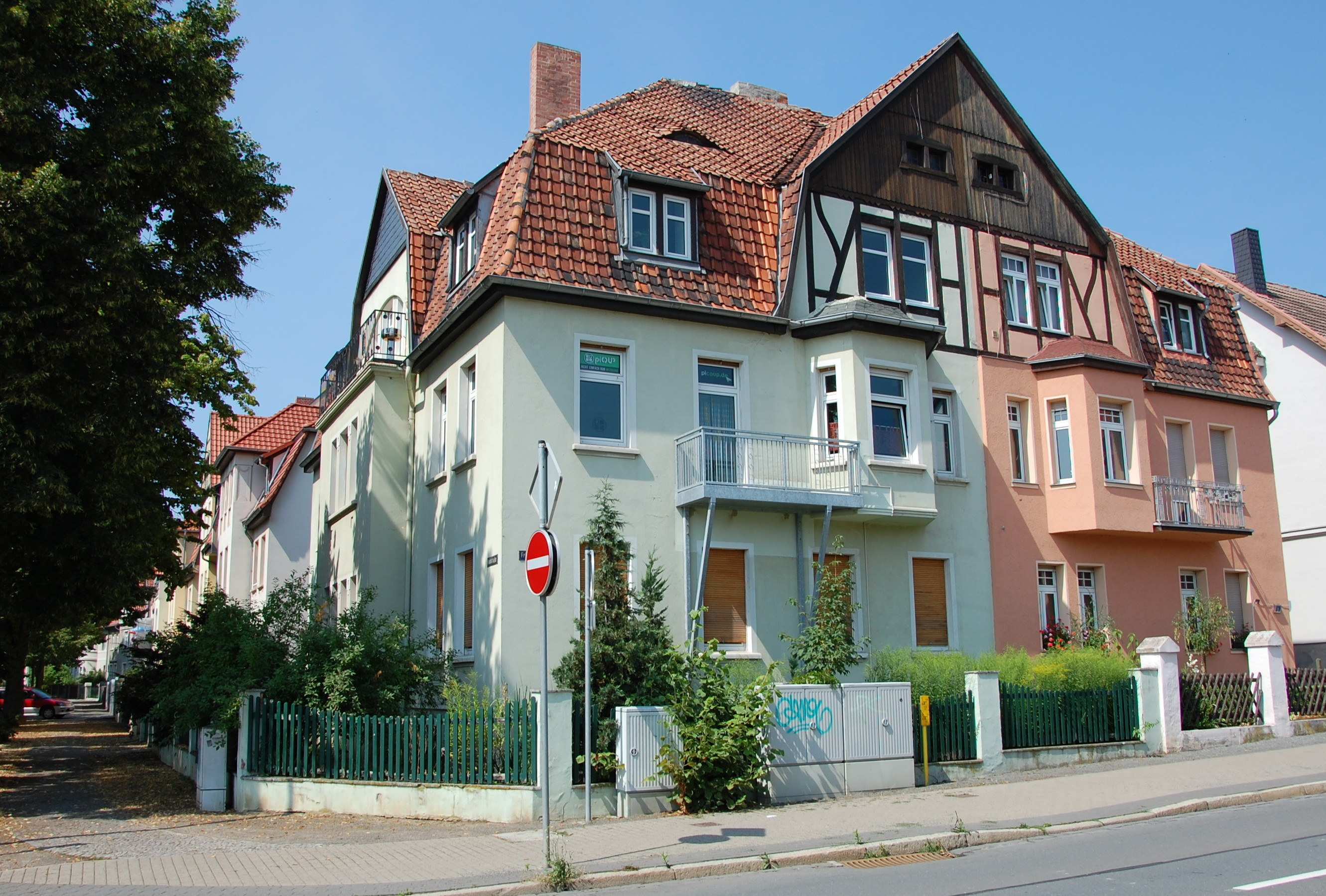
Blick auf das Haus Freiherr-vom-Stein-Straße 1 am Nordende des Straßenzuges

Freiherr-vom-Stein-Straße 1, Wallstraße 1–9, 9a–10a, 11/11a, 12–43 ist die im Quedlinburger Denkmalverzeichnis eingetragene Bezeichnung für einen denkmalgeschützten Straßenzug in Quedlinburg in Sachsen-Anhalt.

## Lage
Der Straßenzug erstreckt sich nördlich und westlich der historischen Innenstadt Quedlinburgs und umfasst diverse Gebäude in der Wallstraße und das Eckhaus zur Freiherr-vom-Stein-Straße. Ursprünglich waren auch die Hausnummern 74 bis 98 mit umfasst.

## Anlage und Geschichte
Der Straßenzug entstand an der Stelle ehemaliger zur Quedlinburger Stadtbefestigung gehörender Wallanlagen. Es wurden Ende des 19. bis in das erste Viertel des 20. Jahrhunderts sowohl Villen als auch Mietshäuser errichtet. Die Gebäude verfügen über zwei bis drei Geschosse und Vorgärten. Die straßenseitigen Giebel der Häuser präsentieren sich sowohl in Formen des Historismus, als auch des Jugend- und Heimatstils.
Geprägt wird das Straßenbild durch eine Lindenallee, die an die Stelle einer ehemals im Gebiet der Wallanlagen bereits bestehenden Promenade trat.